# Entomogramma pardalis
Entomogramma pardalis là một loài bướm đêm trong họ Erebidae.